# 14669 Белетік
14669 Белетік (14669 Beletic) — астероїд головного поясу, відкритий 16 лютого 1999 року.
Тіссеранів параметр щодо Юпітера — 3,034.